# Juan Carlos Arana Gómez
Juan Carlos Arana Gómez (Las Palmas de Gran Canaria, 8 de febrero del 2000) es un futbolista español que juega como delantero en el Racing de Santander de Segunda División Española.

## Trayectoria
Nacido en Las Palmas de Gran Canaria, comienza a formarse como futbolista en la Club de Fútbol Unión Viera y en el Acodetti, hasta que en 2010 ingresó en la cantera de la U. D. Las Palmas. Tras dos años en el club canario, en 2012 firmó por el Real Madrid C. F. para jugar en el infantil "B" durante la temporada 2012-13. Arana permaneció en el club blanco durante 4 temporadas, hasta la temporada 2015-16 que formaría parte del cadete "A".
En la temporada 2016-17, firmó por el Atlético de Madrid para jugar en su equipo juvenil "B". En enero de 2017, decide regresar a su ciudad natal y se enroló en el equipo juvenil del Club de Fútbol Unión Viera. El 13 de junio de 2017, en su segunda temporada de juvenil, firmó por el Villarreal CF para reforzar al conjunto de División de Honor. En la temporada 2018-19, se proclamó campeón de la División de Honor Juvenil y llega hasta la final de la Copa de Campeones, perdiendo contra el Real Zaragoza en penaltis. Además, se proclama también ganador de la Copa del Rey Juvenil tras derrotar en la final al Atlético de Madrid.
En la temporada 2019-20, formó parte de la plantilla del Villarreal C. F. "C". En la temporada 2020-21, pasó al Villarreal "B" de la Segunda División B de España, con el que disputó 20 partidos en los que anotó 4 goles. En la temporada 2021-22, con el Villarreal "B" de la Primera División RFEF, se destapó como goleador liderando la tabla de goleadores de la categoría, y consiguió el ascenso a Segunda División.
En la temporada 2022-23, tuvo escasa participación y en enero de 2023 fue traspasado a la Sociedad Deportiva Eibar, también en Segunda División, firmando hasta 2025. El 29 de agosto de 2023, fue cedido al Racing de Santander, con una opción de compra de 1,5 millones de euros. Dicha cláusula fue ejecutada el 28 de mayo de 2024, firmando hasta 2027.

## Clubes
Actualizado al último partido disputado el 12 de junio de 2025. Resaltada temporada en calidad de cesión.
| Club                          | Liga          | Temporada     | Liga  | Liga  | Liga   | Copas nacionales | Copas nacionales | Copas nacionales | Copas internacionales | Copas internacionales | Copas internacionales | Total | Total | Total  |
| Club                          | Liga          | Temporada     | Part. | Goles | Asist. | Part.            | Goles            | Asist.           | Part.                 | Goles                 | Asist.                | Part. | Goles | Asist. |
| ----------------------------- | ------------- | ------------- | ----- | ----- | ------ | ---------------- | ---------------- | ---------------- | --------------------- | --------------------- | --------------------- | ----- | ----- | ------ |
| Villarreal C. F. "C" · España | 3.ª           | 2018-19       | 2     | 0     | 0      | —                | —                | —                | —                     | —                     | —                     | 2     | 0     | 0      |
| Villarreal C. F. "C" · España | 3.ª           | 2019-20       | 20    | 2     | 0      | —                | —                | —                | —                     | —                     | —                     | 20    | 2     | 0      |
| Villarreal C. F. "C" · España | Total club    | Total club    | 22    | 2     | 0      | 0                | 0                | 0                | 0                     | 0                     | 0                     | 22    | 2     | 0      |
| Villarreal C. F. "B" · España | 2.ª B         | 2020-21       | 19    | 4     | 0      | —                | —                | —                | —                     | —                     | —                     | 19    | 4     | 0      |
| Villarreal C. F. "B" · España | 1.ª RFEF      | 2021-22       | 38    | 15    | 5      | —                | —                | —                | —                     | —                     | —                     | 38    | 15    | 5      |
| Villarreal C. F. "B" · España | 2.ª           | 2022-23       | 12    | 2     | 0      | —                | —                | —                | —                     | —                     | —                     | 12    | 2     | 0      |
| Villarreal C. F. "B" · España | Total club    | Total club    | 69    | 21    | 5      | 0                | 0                | 0                | 0                     | 0                     | 0                     | 69    | 21    | 5      |
| S. D. Eibar · España          | 2.ª           | 2022-23       | 5     | 0     | 0      | —                | —                | —                | —                     | —                     | —                     | 5     | 0     | 0      |
| S. D. Eibar · España          | 2.ª           | 2023-24       | 1     | 0     | 0      | —                | —                | —                | —                     | —                     | —                     | 1     | 0     | 0      |
| S. D. Eibar · España          | Total club    | Total club    | 6     | 0     | 0      | 0                | 0                | 0                | 0                     | 0                     | 0                     | 6     | 0     | 0      |
| Racing de Santander · España  | 2.ª           | 2023-24       | 37    | 13    | 3      | 1                | 0                | 0                | —                     | —                     | —                     | 38    | 13    | 3      |
| Racing de Santander · España  | 2.ª           | 2024-25       | 40    | 13    | 1      | 2                | 0                | 0                | —                     | —                     | —                     | 40    | 13    | 1      |
| Racing de Santander · España  | Total club    | Total club    | 77    | 26    | 4      | 3                | 0                | 0                | 0                     | 0                     | 0                     | 80    | 26    | 4      |
| Total carrera                 | Total carrera | Total carrera | 174   | 49    | 9      | 3                | 0                | 0                | 0                     | 0                     | 0                     | 177   | 49    | 9      |
| 1. 2.                         |               |               |       |       |        |                  |                  |                  |                       |                       |                       |       |       |        |